# Conopleura
Conopleura é um gênero de gastrópodes pertencente a família Drilliidae.

## Espécies
- Conopleura latiaxisa Chino, 2011[3]
- Conopleura striata Hinds, 1844[4]

Espécies trazidas para a sinonímia
- Conopleura aliena Smriglio, Mariottini & Calascibetta, 1999: sinônimo de Tritia lima (Dillwyn, 1817)